# Sam Bennett (cyklist)
Sam Bennett, född den 16 oktober 1990 i Menen i Flandern i Belgien, är en irländsk professionell tävlingscyklist.
Bennett föddes i Belgien, eftersom hans far, Michael Bennet, spelade fotboll professionellt i Eendracht Wervik (som då spelade i Belgiens tredjedivision). Han flyttade med föräldrarna "tillbaka" till Carrick-on-Suir i Irland vid fyra års ålder.
Som cyklist är Bennett en sprinter och deltar huvudsakligen i etapplopp, Han har härvid vunnit ett stort antal etappsegrar - bland dem åtta (till och med 2021) i Grand Tours - och flera gånger vunnit loppens poängtävlingar: framför allt poängtävlingen i Tour de France 2020.

## Meriter
2008
vinnare av poängloppet vid  Europamästerskapen i bancykling för juniorer
vinnare av linjeloppet vid  Irländska mästerskapen för juniorer
5:a i linjeloppet vid Irländska mästerskapen för U23
2010
vinnare av linjeloppet vid  Irländska mästerskapen för U23
vinnare av etapp 4 i Rhône-Alpes Isère Tour
2011
vinnare av linjeloppet vid  Irländska mästerskapen för U23
5:a i linjelopp vid Irländska mästerskapen
vinnare av Grote Prijs Stad Geel
2012
3:a i Ronde van Noord-Holland
7:a i linjeloppet vid Europamästerskapen för U23
10:a i linjeloppet vid Världsmästerskapen för U23
2013
vinnare av etapp 5 i Tour of Britain
2014
vinnare av Clásica de Almería
vinnare av Rund um Köln
Bayern–Rundfahrt
vinnare av  sprinttävlingen
vinnare av etapp 5
2:a i ProRace Berlin
5:a i Scheldeprijs
6:a i RideLondon–Surrey Classic
2015
vinnare av Paris–Bourges
vinnare av etapperna 1 och 3 i Bayern–Rundfahrt
vinnare av etapp 6 i Tour of Qatar
vinnare av etapp 2 i Arctic Race of Norway
2:a i Velothon Berlin
4:a i Trofeo Playa de Palma
10:a i Trofeo Santanyi-SesSalines-Campos
2016
vinnare av Paris–Bourges
vinnare av etapp 1 i Critérium International
3:a i Eschborn–Frankfurt – Rund um den Finanzplatz
2017
vinnare av Münsterland Giro
vinnare av etapperna 1, 2, 3 och 5 i Tour of Turkey
Tour of Slovenia
vinnare av  poängtävlingen
vinnare av etapperna 1 och 4
Czech Cycling Tour
vinnare av  poängtävlingen
vinnare av etapperna 2 och 4
vinnare av  etapp 3 i Paris–Nice
2:a i Down Under Classic
8:a i London-Surrey Classic
10 i Grand Prix of Aargau Canton
2018
vinnare av Rund um Köln
vinnare av etapperna 7, 12 och 21 i Giro d'Italia
Tour of Turkey
vinnare av  poängtävlingen
vinnare av etapperna 2, 3 och 6
7:a i Eschborn-Frankfurt
2019
vinnare av linjeloppet vid  irländska mästerskapen i landsvägscykling
BinckBank Tour
vinnare av poängtävlingen
vinnare av etapperna 1, 2 och 3
Tour of Turkey
vinnare av  poängtävlingen
vinnare av etapperna 1 och 2
vinnare av etapperna 3 och 14 i Vuelta a España
vinnare av etapperna 3 och 6 i Paris–Nice
vinnare av etapp 3 i Critérium du Dauphiné
vinnare av etapp 7 i UAE Tour
vinnare av etapp 7 i Vuelta a San Juan
2:a i London-Surrey Classic
6:a i linjelopp vid Europamästerskapen i landsvägscykling
10:a i Rund um Köln
2020
vinnare av Race Torquay
Tour de France
vinnare av  poängtävlingen
vinnare av etapperna 10 och 21
vinnare av etapp 4 i Vuelta a España
vinnare av etapp 1 i Tour Down Under
vinnare av etapp 3 i Tour de Wallonie
vinnare av etapp 4 i Vuelta a Burgos
8:a i Scheldeprijs
2021
vinnare av Brugge-De Panne
vinnare av etapperna 1 och 5 i Paris–Nice
vinnare av etapperna 4 och 6 i UAE Tour
Volta ao Algarve
vinnare av  poängtävlingen
vinnare av etapperna 1 och 3
2:a i Scheldeprijs
2022
vinnare av Eschborn-Frankfurt
vinnare av etapperna 2 och 3 i Vuelta a España